# Rassegna internazionale di canto corale di Mel

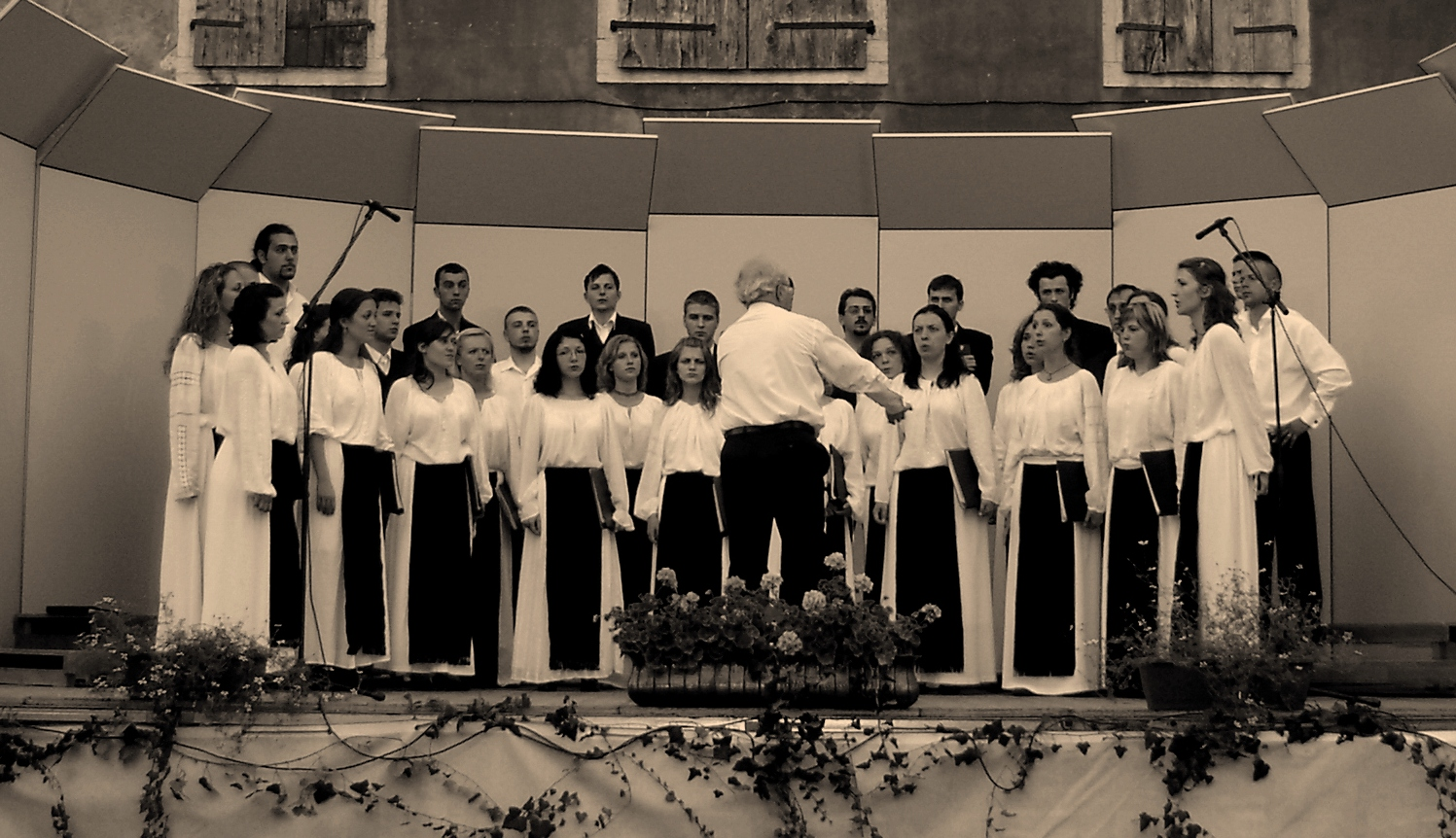
Coro Cantores Amicitiae ospite a Palazzo Guarnieri

La rassegna internazionale di canto corale di Mel è un festival di musica corale.
Il festival si svolge a Mel, in provincia di Belluno, tra la fine di giugno e l'inizio di luglio e si articola in tre serate dislocate in tre ambientazioni diverse.

## Le serate
La prima serata è solitamente dedicata alla polifonia antica sacra e profana e si svolge alternativamente nel salone del Castello di Zumelle o all'aperto nel cortile del Palazzo delle Contesse di Mel.
La seconda serata è dedicata alla polifonia sacra, romantica o contemporanea e si svolge nella settecentesca chiesa arcipretale.
La terza ed ultima serata è dedicata al canto corale internazionale o al canto popolare e si svolge nella suggestiva cornice del cortile del cinquecentesco Palazzo Guarnieri di Mel.

## Storia
La prima edizione risale al 1973 anno in cui Nevio Stefanutti, che fu il primo direttore artistico del festival, affiancato dal presidente Antonio Veneroni prima e Gianfranco Raschi poi, ideò la manifestazione avvalendosi della collaborazione della provincia di Belluno del comune di Mel, con l'organizzazione affidata alla Corale Zumellese di Mel. Vi hanno partecipato in questi anni oltre 130 importanti formazioni corali provenienti da tutto il mondo. Più volte sono stati ospiti della rassegna internazionale di Mel cori vincitori del Gran premio europeo di canto corale come i Philippine Madrigal Singers (Filippine) o il coro universitario di Mendoza (Argentina), cori vincitori del Gran premio Seghizzi di Gorizia o vincitori del Concorso corale nazionale di Vittorio Veneto o del Festival della coralità veneta.
Dal 1998 la direzione artistica è affidata al maestro Manolo Da Rold, la manifestazione attualmente gode anche del patrocinio di ANDCI, della Feniarco, dell'ASAC Veneto, dell'assessorato alla cultura della regione Veneto e della provincia di Belluno.
Le serate sono presentate dallo scrittore e giornalista Dino Bridda.

## Eventi correlati
Nello stesso periodo in cui si svolge il festival vengono organizzati numerosi incontri e dibattiti con compositori e direttori di coro, su argomenti legati alla musica corale, tra gli ospiti intervenuti in questi ultimi anni vi sono stati Z. Randall Stroope, Ivo Antognini, Mark Anthony Carpio, Giorgio Kirschner, Javier Busto, Piero Caraba, Paolo Bon, Sandro Filippi, Gianmartino Durighello, Paolo Piana, al termine del festival l'ASAC Veneto organizza a Mel i corsi di direzione corale a cui hanno partecipato in qualità di docenti nomi importanti della coralità italiana come Stojan Kuret, Carlo Pavese, Alessandro Kirschner, Marco Berrini, Manolo Da Rold, Pasquale Veleno, Giorgio Mazuccato, Giorgio Pressato ecc.

## Edizioni recenti
| anno | Coro                               | Direttore                | Città di provenienza | Paese d'origine |
| ---- | ---------------------------------- | ------------------------ | -------------------- | --------------- |
| 2003 | Triaca musicale                    | -                        | Quarona              | Italia          |
| 2003 | The university of the east chorale | Anna Tabita V. Abeleda   | Manila               | Filippine       |
| 2003 | Chor Uniwesytetu Szczecinskiego    | Eugeniusz Kus            | Stettino             | Polonia         |
| 2003 | Elitza Women Folk Choir            | Nadezhda Stoianova       | Sofia                | Ungheria        |
| 2004 | Vokalnord                          | Ragnar Rasmussen         | Oslo                 | Norvegia        |
| 2004 | Cantori di Santomio                | Nicola Sella             | Vicenza              | Italia          |
| 2004 | Philippine Madrigal Singers        | Mark Anthony Carpio      | Manila               | Filippine       |
| 2005 | Voceversa                          | Carlo Cavagna            | Biella               | Italia          |
| 2005 | Coro dell'Università di Varsavia   | Irina Bogdanovitch       | Varsavia             | Polonia         |
| 2005 | C.I.C. Chorale                     | Alfred Allan D. Samonte  | Cabanatuan           | Filippine       |
| 2006 | Coro femminile di Kossuth          | Judit Ledeczi            | Kossuth              | Ungheria        |
| 2006 | Coro polifonico Santa Cecilia      | Paolo Piana              | Piazzola sul Brenta  | Italia          |
| 2006 | Cantores Amicitiae                 | Nicolae Gisca            | Iași                 | Romania         |
| 2007 | La bottega musicale                | Giovanni Cucci           | Torino               | Italia          |
| 2007 | Ensemble La Rose                   | Jose Borgo               | Piovene Rocchette    | Italia          |
| 2007 | The Philippine Madrigal Singers    | Mark Anthony Carpio      | Manila               | Filippine       |
| 2008 | Coro polifonico Santa Cecilia      | Paolo Piana              | Piazzola sul Brenta  | Italia          |
| 2008 | Corale Zumellese                   | Manolo Da Rold           | Mel                  | Italia          |
| 2008 | Vocalkor                           | Mauro Marchetti          | Lubiana - Roma       | Slovenia        |
| 2008 | Vesna Children's Choir             | Alexander Ponomarev      | Mosca                | Russia          |
| 2009 | Joy Singers                        | Andrea D'Alpaos          | Venezia              | Italia          |
| 2009 | The Philippine Madrigal Singers    | Mark Anthony Carpio      | Manila               | Filippine       |
| 2009 | Coro da camera di Stettino         | Ludwika Mitkiewicz       | Stettino             | Polonia         |
| 2010 | Coro Musicanova                    | Fabrizio Barchi          | Roma                 | Italia          |
| 2011 | Pilgrim Mission Choir              | Jae-Joon Lee             | Seul                 | Corea del Sud   |
| 2011 | Coro Universitario di Mendoza      | Silvana Vallesi          | Cuyo                 | Argentina       |
| 2012 | Corale Zumellese                   | Manolo Da Rold           | Mel                  | Italia          |
| 2012 | Gruppo Cantares                    | Jaime I. Quintero Corona | Colima               | Messico         |
| 2014 | Coro Calicantus                    | Mario Fontana            | Locarno              | Svizzera        |
| 2014 | Philippine Madrigal Singers        | Mark Anthony Carpio      | Manila               | Filippine       |
| 2014 | Coro La Rupe                       | Domenico Monetta         | Quincinetto          | Italia          |
| 2015 | Ensemble Couleur vocale            | Roland Demiéville        | Montreux             | Svizzera        |
| 2015 | Corocastel Conegliano              | Giorgio Susana           | Conegliano           | Italia          |
| 2016 | Oxymore e Metaphores               | Maud Hamon-Loisance      | Grenoble             | Francia         |
| 2017 | Oklahoma State University Chorale  | Z. Randall Stroope       | Oklahoma             | Stati Uniti     |
| 2018 | Coro Polifonico San Biagio         | Francesco Grigolo        | Montorso Vicentino   | Italia          |
| 2023 | Coro Calicantus                    | Mario Fontana            | Locarno              | Svizzera        |
| 2025 | BYU Singers                        | Andrew Crane             | Utah                 | Stati Uniti     |
| 2025 | Pitt Men's Glee Club               | Richard Teaster          | Pittsburgh           | Stati Uniti     |